# Niels Fredrik Dahl
Niels Fredrik Dahl (nascido a 11 de Maio de 1957) é um escritor, poeta e dramaturgo norueguês.
Os romances På vei til en venn e I fjor sommer tiveram uma boa recepção por parte da crítica e do público em geral, tendo sido traduzidos para Dinamarquês, Sueco, Alemão e Neerlandês. Recebeu o prémio literário Bregeprisen, em 2002, pelo romance På vei til en venn ("A caminho de um amigo").
Dahl também escreveu diversos guiões para séries televisivas norueguesas, entre as quais Hotel Cæsar e Soria Moria. 
É casado com a escritora e jornalista Linn Ullmann.

## Obras

### Romances
- Journalisten, 1997.
- På vei til en venn, 2002.
- I fjor sommer, 2003.

### Contos
- Fluenes gate, 1990.

### Poesia
- I fjor var litt av en natt, 1988.
- Branngater, 1992.
- Antecedentia, 1995.
- Min tredje muskel, 1999.
- Federico Garcia Lorca: Dikter i New York, 1991.

### Teatro
- Vanlig rødvin
- En banal historie, 1986.
- Nakenbaderne, 1990.
- Som torden, 2000.
- Henrik og Emilie, 2006.